# Hannoverscher SC
Hannoverscher SC is een Duitse sportclub uit Hannover. De club is actief in voetbal, handbal, fitness, gezondheidssport, hartsport, tennis, tafeltennis, zwemmen, petanque, zeilen en volleybal.

## Geschiedenis
In 1893 werd de turnclub Freie Turnerschaft 1893 Hannover opgericht. Deze club was een arbeidersclub die in 1933 verboden werd door de NSDAP. Na de Tweede Wereldoorlog werd de club heropgericht en fuseerde op 15 januari 1946 met SpVgg 1897 Hannover. De club speelde kwalificatiewedstrijd voor de Oberliga Niedersachsen-Süd tegen stadsrivaal Werder 1910 en verloor. In 1949 was de club een van de stichtende clubs van de Amateuroberliga Niedersachsen-West, die als tweede klasse fungeerde onder de Oberliga Nord. In 1951 wisselde de club naar de oostreeks en degradeerde. In 1956 werd de club kampioen en promoveerde weer naar de Amateurliga. Na competitieherstructureringen in 1964 plaatste de club zich niet voor de nieuwe Verbandsliga.
In 1970 promoveerde de club en werd meteen vicekampioen, het volgende seizoen werd de titel behaald en de club promoveerde naar de Landesliga Niedersachsen, toen de derde klasse. De club speelde tegen degradatie. In 1974 werd HSC voorlaatste, maar kon het behoud verzekeren omdat drie teams naar de Oberliga Nord promoveerden. Door de invoering van de 2. Bundesliga dat jaar was de Landesliga nog maar de vierde klasse. In 1977 volgde een degradatie. Het volgende jaar volgde een rampseizoen met slechts vijf punten en 104 tegengoals. In 1991 promoveerde de club naar de Landesliga West en speelde daar tot 1998 toen ze zich vrijwillig terugtrokken. In 2013 promoveerde de club terug naar de Landesliga en drie jaar later naar de Oberliga, waar de club het echter maar één seizoen kon volhouden. In 2018 promoveerde de club opnieuw naar de Oberliga en promoveerde in het seizoen 2018/19 meteen door naar de Regionalliga Nord.

## Erelijst
- Kampioen Oberliga Niedersachsen: 2019
- Kampioen Landesliga Hannover: 1991, 2016, 2018, 2024
- Kampioen Amateurliga Hannover: 1956

## Seizoensresultaten vanaf 1948
| Seizoen | Competitie                     | Niveau | Eindstand | DFB Pokal | Opmerking                                                                      |
| ------- | ------------------------------ | ------ | --------- | --------- | ------------------------------------------------------------------------------ |
| 1947/48 | Landesliga Hannover/Heide      | II     | 4         | --        |                                                                                |
| 1948/49 | Landesliga Hannover/Heide      | II     | 4         | --        |                                                                                |
| 1949/50 | Amateuroberliga West           | II     | 12        | --        |                                                                                |
| 1950/51 | Amateuroberliga West           | II     | 8         | --        |                                                                                |
| 1951/52 | Amateuroberliga Ost            | II     | 19        | --        |                                                                                |
| 1952/53 | 1. Amateurliga-3               | III    | 6         | --        |                                                                                |
| 1953/54 | 1. Amateurliga-3               | III    | 10        | --        |                                                                                |
| 1954/55 | 1. Amateurliga-3               | III    | 3         | --        |                                                                                |
| 1955/56 | 1. Amateurliga-3               | III    | 1         | --        | 2e in promotiegroep A met VfL Germania Leer, Frisia Goldenstedt en TSV Verden. |
| 1956/57 | Amateuroberliga Ost            | II     | 8         | --        |                                                                                |
| 1957/58 | Amateuroberliga Ost            | II     | 9         | --        |                                                                                |
| 1958/59 | Amateuroberliga Ost            | II     | 13        | --        |                                                                                |
| 1959/60 | Amateuroberliga Ost            | II     | 12        | --        |                                                                                |
| 1960/61 | Amateuroberliga Ost            | II     | 6         | --        |                                                                                |
| 1961/62 | Amateuroberliga Ost            | II     | 13        | --        |                                                                                |
| 1962/63 | Amateuroberliga Ost            | II     | 14        | --        |                                                                                |
| 1963/64 | Amateuroberliga Ost            | III    | 11        | --        | invoering Bundesliga                                                           |
| 1964/65 | Verbandsliga Niedersachsen-Süd | IV     | 4         | --        |                                                                                |
| 1965/66 | Verbandsliga Niedersachsen-Süd | IV     | 6         | --        |                                                                                |
| 1966/67 | Verbandsliga Niedersachsen-Süd | IV     | 3         | --        | Winnaar Bezirksbeker                                                           |
| 1967/68 | Verbandsliga Niedersachsen-Süd | IV     | 13        | --        |                                                                                |
| 1968/69 | Verbandsliga Niedersachsen-Süd | IV     | 15        | --        |                                                                                |
| 1969/70 | Bezirksliga Hannover-3         | V      | 1         | --        |                                                                                |
| 1970/71 | Verbandsliga Niedersachsen-Süd | IV     | 2         | --        | play-off om kampioenschap > Preußen Hameln: 0-2                                |
| 1971/72 | Verbandsliga Niedersachsen-Süd | IV     | 1         | --        | 1e in promotieserie met TuS Bodenteich, VfL Brake en VfL Osnabrück-am.         |
| 1972/73 | Landesliga Niedersachsen       | III    | 11        | --        |                                                                                |
| 1973/74 | Landesliga Niedersachsen       | III    | 15        | --        |                                                                                |
| 1974/75 | Landesliga Niedersachsen       | IV     | 14        | --        |                                                                                |
| 1975/76 | Landesliga Niedersachsen       | IV     | 13        | --        |                                                                                |
| 1976/77 | Landesliga Niedersachsen       | IV     | 15        | --        |                                                                                |
| 1977/78 | Verbandsliga Süd               | V      | 16        | --        |                                                                                |
| 1978/79 | Bezirksliga Hannover-3         | VI     | 11        | --        |                                                                                |
| 1979/80 | Bezirksliga Hannover Süd       | VII    | 8         | --        | invoering Bezirksoberliga.                                                     |
| 1980/81 | Bezirksliga Hannover Süd       | VII    | 10        | --        |                                                                                |
| 1981/82 | Bezirksliga Hannover Süd       | VII    | 8         | --        |                                                                                |
| 1982/83 | Bezirksliga Hannover Süd       | VII    | 12        | --        |                                                                                |
| 1983/84 | Bezirksliga Hannover Süd       | VII    | 7         | --        |                                                                                |
| 1984/85 | Bezirksliga Hannover Süd       | VII    | 3         | --        |                                                                                |
| 1985/86 | Bezirksliga Hannover Süd       | VII    | 1         | --        |                                                                                |
| 1986/87 | Bezirksoberliga Hannover       | VI     | 4         | --        |                                                                                |
| 1987/88 | Bezirksoberliga Hannover       | VI     | 9         | --        |                                                                                |
| 1988/89 | Bezirksoberliga Hannover       | VI     | 7         | --        |                                                                                |
| 1989/90 | Bezirksoberliga Hannover       | VI     | 7         | --        |                                                                                |
| 1990/91 | Bezirksoberliga Hannover       | VI     | 1         | --        |                                                                                |
| 1991/92 | West                           | V      | 5         | --        |                                                                                |
| 1992/93 | West                           | V      | 4         | --        |                                                                                |
| 1993/94 | West                           | V      | 3         | --        |                                                                                |
| 1994/95 | Niedersachsenliga West         | V      | 5         | --        | Winnaar Bezirksbeker                                                           |
| 1995/96 | Niedersachsenliga West         | V      | 3         | --        |                                                                                |
| 1996/97 | Niedersachsenliga West         | V      | 9         | --        |                                                                                |
| 1997/98 | Niedersachsenliga West         | V      | 18        | --        |                                                                                |
| 1998/99 | Landesliga Hannover            | VI     | 8         | --        |                                                                                |
| 1999/00 | Landesliga Hannover            | VI     | 11        | --        |                                                                                |
| 2000/01 | Landesliga Hannover            | VI     | 10        | --        |                                                                                |
| 2001/02 | Landesliga Hannover            | VI     | 14        | --        |                                                                                |
| 2002/03 | Bezirksliga Hannover Groep 2   | VII    | 6         | --        |                                                                                |
| 2003/04 | Bezirksliga Hannover Groep 2   | VII    | 13        | --        |                                                                                |
| 2004/05 | Bezirksliga Hannover Groep 2   | VII    | 10        | --        |                                                                                |
| 2005/06 | Bezirksliga Hannover Groep 1   | VII    | 11        | --        |                                                                                |
| 2006/07 | Bezirksliga Hannover Groep 2   | VII    | 4         | --        |                                                                                |
| 2007/08 | Bezirksliga Hannover Groep 2   | VII    | 5         | --        |                                                                                |
| 2008/09 | Bezirksliga Hannover Groep 2   | VII    | 3         | --        |                                                                                |
| 2009/10 | Bezirksliga Hannover Groep 2   | VII    | 4         | --        |                                                                                |
| 2010/11 | Bezirksliga Hannover Groep 2   | VII    | 2         | --        |                                                                                |
| 2011/12 | Bezirksliga Hannover Groep 2   | VII    | 2         | --        | 2e in promotieserie met FC Stadthagen (P) en FC Sulingen                       |
| 2012/13 | Bezirksliga Hannover Groep 2   | VII    | 1         | --        |                                                                                |
| 2013/14 | Landesliga Hannover            | VI     | 10        | --        |                                                                                |
| 2014/15 | Landesliga Hannover            | VI     | 10        | --        |                                                                                |
| 2015/16 | Landesliga Hannover            | VI     | 1         | --        |                                                                                |
| 2016/17 | Oberliga Niedersachsen         | V      | 15        | --        |                                                                                |
| 2017/18 | Landesliga Hannover            | VI     | 1         | --        |                                                                                |
| 2018/19 | Oberliga Niedersachsen         | V      | 1         | --        |                                                                                |
| 2019/20 | Regionalliga Nord              | IV     | 18        | --        | competitie afgebroken i.v.m. coronapandemie                                    |
| 2020/21 | Regionalliga Nord              | IV     | 10        | --        | Groep Zuid; competitie afgebroken i.v.m. coronapandemie                        |
| 2021/22 | Regionalliga Nord              | IV     | 18        | --        | 9e Groep Zuid                                                                  |
| 2022/23 | Oberliga Niedersachsen         | V      | 12        | --        |                                                                                |
| 2023/24 | Landesliga Hannover            | VI     | 1         | --        | Ligatopscorer: Evren Serbes (31)                                               |
| 2024/25 | Oberliga Niedersachsen         | V      | 1         | --        | Ligatopscorer: Luc-Elias Fender (20)                                           |
| 2025/26 | Regionalliga Nord              | IV     | .         | --        |                                                                                |